# IPoE
IPoE（英語：Internet Protocol over Ethernet）是一种传输IP有效负载的传输方法，可用于替代PPPoE，适用于基于以太网的接入网或是基于异步传输模式（ATM）的桥接以太网接入网。它根据RFC 894标准直接将IP数据报封装到以太网帧。 
使用IPoE可解决PPP协议不适合多播传送到多个用户的缺点。IPoE通常组合动态主机设置协议（DHCP）和可扩展身份验证协议来提供与PPPoE同等的功能。 